# The Bluegrass Cardinals
The Bluegrass Cardinals foi um grupo de bluegrass estadunidense que obteve grande sucesso na década de 1970 após seus integrantes se mudarem da costa oeste para o estado da Virgínia, onde começaram a se apresentar a ganhar notoriedade. O grupo, com suas composições tradicionais e profundamente enraizadas na cultura do interior dos Estados Unidos, se tornou um dos mais influentes do estilo bluegrass.
O grupo trazia o virtuoso Don Parmley no banjo, David Parmley no violão — na época com 15 anos, filho de Don Parmley —, Randy Graham no bandolim, John Davis no contrabaixo e Warren Blair no violino em sua primeira formação. Em 1979 houve uma mudança nos integrantes do grupo, com David Ratcliff assumindo o bandolim, Ernie Sykes assumindo o contrabaixo e Bobby Hicks assumindo o violino.
O grupo permaneceu ativo até 1997, quando Don Parmley anunciou sua aposentadoria do mundo da música.

## Discografia
- The Bluegrass Cardinals (1976)
- Welcome to Virginia (1977)
- Livin' in the Good Old Days (1978)
- Cardinal Soul (1979)
- Live & on Stage (1980)
- Sunday Mornin' Singin' (1980)
- Where the Rainbows Touch (1982)
- Cardinal Class (1983)
- Home Is Where the Heart Is (1984)
- The Shining Path (1986)